# Inegocia
Inegocia là một chi cá chai trong họ Platycephalidae thuộc bộ cá mù lằn Scorpaeniformes, chúng là chi cá bản địa của Ân Độ Dương và Tây Thái Bình Dương.

## Các loài
Hiện hành thì có cả thảy 03 loài được ghi nhận trong chi này:
- Inegocia harrisii (McCulloch, 1914) (Harris's flathead)
- Inegocia japonica (G. Cuvier, 1829) (Japanese flathead)
- Inegocia ochiaii Imamura, 2010